# Escut de Bescanó

Escut oficial de Bescanó

L'escut oficial de Bescanó té el següent blasonament:
Escut caironat: de sinople, una faixa ondada d'atzur rivetada d'argent. Per timbre, una corona mural de poble.

## Història
Va ser aprovat el 17 de maig del 2005 i publicat al DOGC el 2 de juny del mateix any amb el número 4397.
Tradicionalment Bescanó era representat per un castell. L'escut actual, de nova creació, fa referència a la situació geogràfica del poble, a la riba dreta del Ter (la faixa ondada central) i voltat dels verds turons de les Guilleries (el sinople del camp heràldic).